# Brandy (album)
Pour les articles homonymes, voir Brandy.
Albums de Brandy
Never Say Never
(1998)
Singles
1. I Wanna Be Down
Sortie : 6 septembre 1994
2. Baby
Sortie : 24 décembre 1994
3. Best Friend
Sortie : 27 juin 1995
4. Brokenhearted
Sortie : 22 août 1995

Brandy est le premier album studio de Brandy, sorti en 1994.
L'album s'est classé 6e au Top R&B/Hip-Hop Albums et 20e au Billboard 200.

## Liste des titres
| No  | Titre                  | Auteur                                                                 | Contient un (des) sample(s) de                         | Durée |
| --- | ---------------------- | ---------------------------------------------------------------------- | ------------------------------------------------------ | ----- |
| 1.  | Movin' On              | Keith Crouch, Kipper Jones                                             |                                                        | 4:27  |
| 2.  | Baby                   | K. Crouch, K. Jones, Rahsaan Patterson                                 | A Song for You de Donny Hathaway                       | 5:13  |
| 3.  | Best Friend            | K. Crouch, Glenn McKinney                                              |                                                        | 4:48  |
| 4.  | I Wanna Be Down        | K. Crouch, Robert Jones                                                |                                                        | 4:51  |
| 5.  | I Dedicate (Part I)    | Rochad Holiday, Brandy Norwood, Curtis « Sauce » Wilson, Jeffrey Young |                                                        | 1:29  |
| 6.  | Brokenhearted          | K. Crouch, K. Jones                                                    |                                                        | 5:52  |
| 7.  | I'm Yours              | Arvel McClinton, Damon Thomas                                          |                                                        | 4:01  |
| 8.  | Sunny Day              | R. Holiday, Mark Lomax, C. Wilson, J. Young                            | Private World de Side Effect                           | 4:29  |
| 9.  | As Long as You're Here | R. Holiday, Trina Powell, C. Wilson, J. Young                          | Brother's Gonna Work It Out de Willie Hutch            | 4:45  |
| 10. | Always on My Mind      | K. Crouch                                                              | Sneakin' in the Back de Tom Scott and The L.A. Express | 4:06  |
| 11. | I Dedicate (Part II)   | R. Holiday, B. Norwood, C. Wilson, J. Young                            |                                                        | 0:55  |
| 12. | Love Is on My Side     | Robin Thicke, D. Thomas                                                |                                                        | 5:09  |
| 13. | Give Me You            | R. Holiday, C. Wilson, J. Young, K. Young                              |                                                        | 4:25  |
| 14. | I Dedicate (Part III)  | R. Holiday, B. Norwood, C. Wilson, J. Young                            |                                                        | 1:01  |

## Certifications
| Pays       | Association  | Certification | Ventes     |
| ---------- | ------------ | ------------- | ---------- |
| Australie  | ARIA         | Platine       | 70 000+    |
| Canada     | Music Canada | Or            | 40 000+    |
| États-Unis | RIAA         | 4 × Platine   | 4 000 000+ |